# Вложение Сегре
Вложение Сегре используется в проективной геометрии для того, чтобы рассматривать прямое произведение двух проективных пространств как проективное многообразие. Названо в честь итальянского математика Беньямино Сегре.

## Определение
Отображение Сегре определяется как отображение
{\displaystyle \sigma :P^{n}\times P^{m}\to P^{(n+1)(m+1)-1},\ }
которое отправляет упорядоченную пару точек в точку, однородные координаты которой — попарные произведения однородных координат исходных точек (записанные в лексикографическом порядке):
{\displaystyle \sigma :([x_{0}:x_{1}:\cdots :x_{n}],[y_{0}:y_{1}:\cdots :y_{m}])\mapsto [x_{0}y_{0}:x_{0}y_{1}:\cdots :x_{i}y_{j}:\cdots :x_{n}y_{m}].\ }
Образ этого отображения является проективным многообразием, называемым многообразием Сегре.

## Описание на языке линейной алгебры
Согласно универсальному свойству тензорного произведения, для векторных пространств U и V (над одним и тем же полем k) существует естественное отображение из их декартова произведения в тензорное произведение:
{\displaystyle \varphi :U\times V\to U\otimes V.\ }
Как правило, это отображение не является инъективным, потому что для любых {\displaystyle u\in U}, {\displaystyle v\in V} и ненулевого {\displaystyle c\in k,}
{\displaystyle \varphi (u,v)=u\otimes v=cu\otimes c^{-1}v=\varphi (cu,c^{-1}v).\ }
Отображение {\displaystyle \varphi } индуцирует морфизм проективизаций соответствующих линейных пространств:
{\displaystyle \sigma :P(U)\times P(V)\to P(U\otimes V).\ }
Этот морфизм не только является инъективным отображением в смысле теории множеств, он также является замкнутой иммерсией в смысле алгебраической геометрии (это значит, что образ отображения может быть задан как множество нулей системы полиномиальных уравнений). Это объясняет причины, по которым данное отображение называют вложением Сегре.
Нетрудно посчитать размерности соответствующих пространств: если {\displaystyle \mathrm {dim} \;U=n+1,\;\mathrm {dim} \;V=m+1,} то {\displaystyle \mathrm {dim} \;(U\otimes V)=mn+m+n+1,} а поскольку проективизация уменьшает размерности на единицу, данному случаю соответствует отображение {\displaystyle \mathbb {P} ^{n}\times \mathbb {P} ^{m}\to \mathbb {P} ^{nm+n+m}.}

## Свойства
Если обозначить однородные координаты на образе вложения Сегре как {\displaystyle z_{ij}} и записать их в виде матрицы, то многообразию Сегре будут принадлежать в точности «матрицы» ранга 1, то есть матрицы, у которых все миноры размера {\displaystyle 2\times 2} равны нулю. Таким образом, многообразие Сегре задаётся как множество общих нулей уравнений вида
{\displaystyle z_{i,j}z_{k,l}-z_{i,l}z_{k,j},\ }     где {\displaystyle i\neq k,j\neq l.}
Слои многообразия Сегре (то есть множества вида {\displaystyle \sigma (\cdot ,p)} или {\displaystyle \sigma (p,\cdot )} для фиксированной точки {\displaystyle p}) являются линейными подпространствами образа.

## Примеры

### Квадрика
В случае n = m = 1 отображение Сегре — это вложение произведения проективной прямой на себя в трёхмерное проективное пространство. В однородных координатах образ этого отображения — множество решений алгебраического уравнения
{\displaystyle \det \left({\begin{matrix}z_{0}&z_{1}\\z_{2}&z_{3}\end{matrix}}\right)=z_{0}z_{3}-z_{1}z_{2}=0.}
Таким образом, в комплексном проективном пространстве многообразие Сегре — это обычная квадрика без особенностей. В действительном проективном пространстве это квадрика сигнатуры {\displaystyle (2,2),} в аффинных координатах ей соответствуют однополостный гиперболоид и гиперболический параболоид. Обе эти квадрики являются примерами линейчатых поверхностей.

### Многообразие Веронезе
Образ диагонали {\displaystyle \Delta \subset P^{n}\times P^{n}} под действием отображения Сегре — это многообразие Веронезе степени два:
{\displaystyle \nu _{2}:P^{n}\to P^{n^{2}+2n}.\ }